# Spilothyrateles punctus
Spilothyrateles punctus är en stekelart som först beskrevs av Johann Ludwig Christian Gravenhorst 1829.  Spilothyrateles punctus ingår i släktet Spilothyrateles och familjen brokparasitsteklar. Arten är reproducerande i Sverige. Inga underarter finns listade i Catalogue of Life.